# هاري كلارك (لاعب كريكت)
هاري كلارك (23 أبريل 1892 بسيدني في أستراليا - 8 فبراير 1973) (بالإنجليزية: Harry Clark)‏ هو لاعب كريكت أسترالي.

## وصلات خارجية
- هاري كلارك على موقع إي آس بي آن كريك إنفو (الإنجليزية)